# Comcept
COMCEPT, acrónimo de Comunidade Céptica Portuguesa, é um projecto dedicado ao cepticismo científico, criado para promover o pensamento crítico e racional sobre alegações paranormais e pseudocientíficas a partir de um ponto de vista científico. Teorias da conspiração e a desinformação que circula nos meios de comunicação social e redes sociais são outras das temáticas abordadas. A COMCEPT foi fundada em 2 de abril de 2012 por um movimento de cidadãos de Portugal.

## História

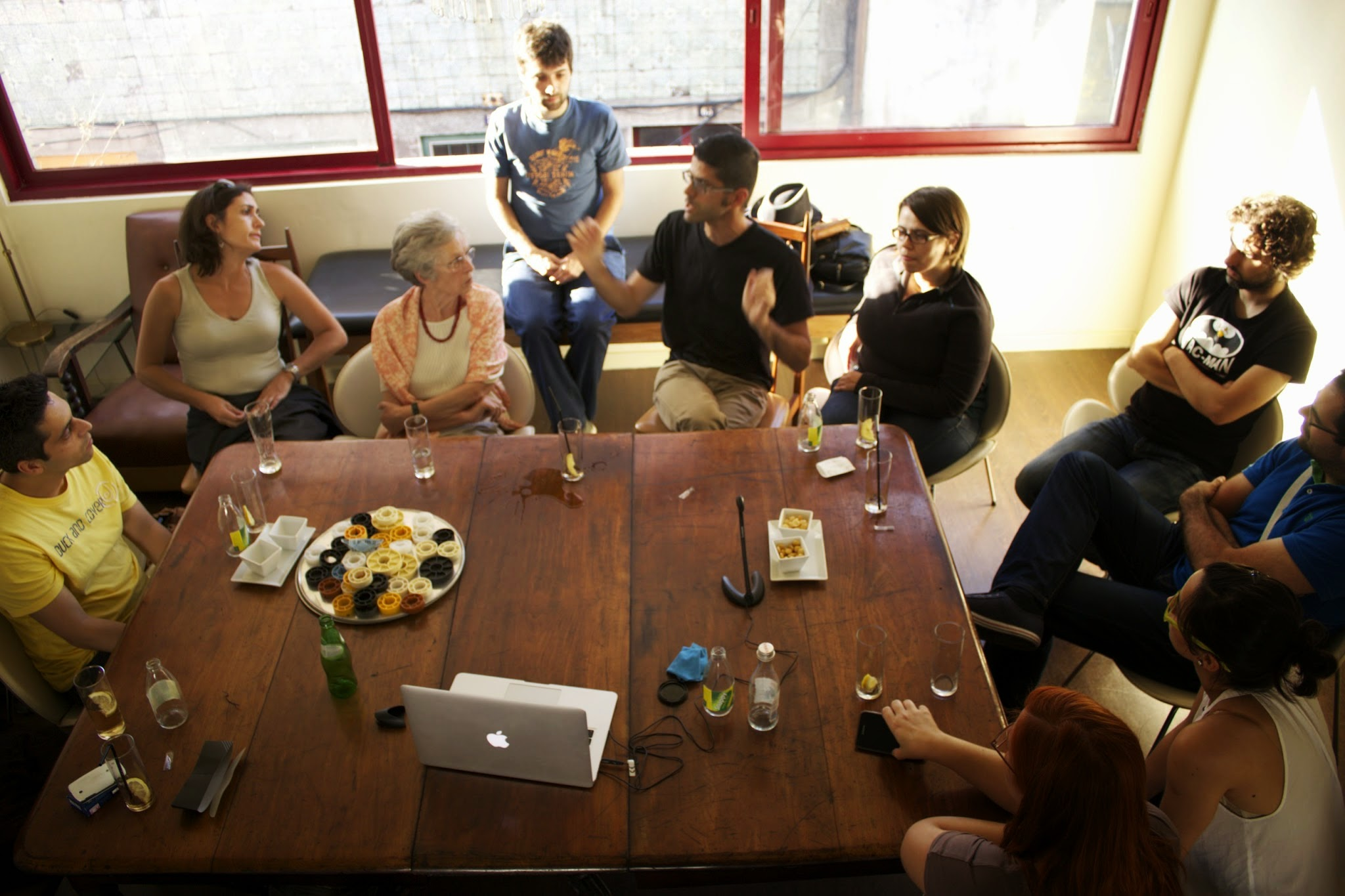
Cépticos com Vox Julho 2013.

A COMCEPT foi fundada em 5 de abril 2012 por um grupo de cidadãos portugueses com diferentes proveniências e formações académicas. A fundação deste projecto ficou marcada por um encontro entre os seus fundadores e vários colaboradores em Coimbra. Iniciou a sua actividade com o lançamento do sítio oficial e com o início das tertúlias mensais, “Cépticos com Vox”. Em Novembro de 2012 realizou o seu primeiro evento nacional, a ComceptCon, na vila da Nazaré.
A 1 de Abril de 2013 atribuiu pela primeira vez o Prémio Unicórnio Voador, respectivo ao ano de 2012.
A 15 de Novembro de 2014 atribuiu pela primeira vez o Prémio COMCEPT, no âmbito da ComceptCon desse ano, a David Marçal. O Prémio viria a ser atribuído mais tarde à Vera Novais pelo trabalho de promoção de ciência e de jornalismo científico em Portugal.

## Objetivos
O principal objectivo da COMCEPT é a promoção da ciência e do pensamento crítico na sociedade.

## Atividades

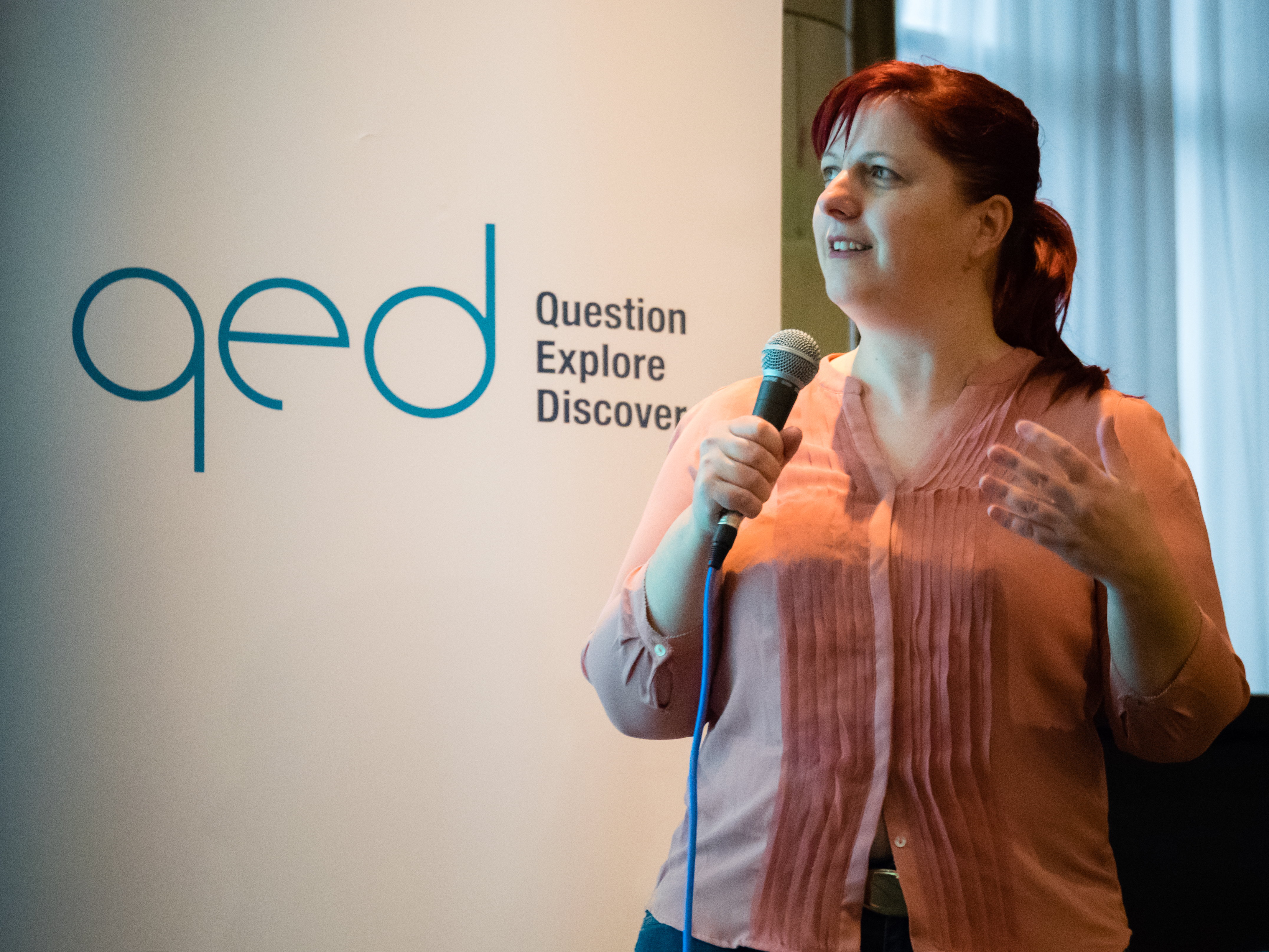
Diana Barbosa na Question, Explore, Discover 2015 em Manchester.

### Comunicação e educação
Publicação de recursos educativos, notícias e artigos de opinião no sítio oficial e redes sociais.

### Cépticos com Vox
Tertúlias mensais abertas ao público. São encontros geralmente dedicados a um tema específico e que se caracterizam por um ambiente informal.Por norma, realizam-se alternadamente em Lisboa e no Porto, apesar de já se terem realizado também em Coimbra e Leiria.

### ComceptCon
Um encontro anual dedicado ao cepticismo. Um evento de acesso livre que inclui palestras de especialistas convidados com os quais o público pode interagir.

### Cépticos no Museu
Organização de visitas a museus.

### Conferência do Solstício
Palestra de acesso livre, realizada por um especialista convidado, no último sábado antes do Natal.

## Prémios concedidos

### Prémio Unicórnio Voador
Um prémio satírico com o lema “um prémio feliz para actuações infelizes”. Este prémio é atribuído às personalidades ou entidades que tenham disseminado pseudociência, superstição e outras formas de desinformação em Portugal. O objectivo é o de estimular a reflexão sobre a prevalência e influência da desinformação na sociedade. Semelhante ao prémio Pigasus da Fundação Educacional James Randi, destaca-se pelo facto de os nomeados e vencedores serem escolhidos pelos internautas. Os vencedores são revelados anualmente no dia 1 de abril, dia das mentiras, um processo que é referente a factos ocorridos durante o ano anterior. Actualmente existem quatro categorias premiada, entre elasː Grafonola – Para os meios de comunicação e os seus agentes (impressa, rádio, televisão, blogosfera).
Estrela cadente – Para as estrelas de televisão e do mundo artístico, desportivo ou social.
O Rei Vai Nu – Para todos os outros que façam ou contribuam para a propagação de alegações duvidosas sem provas ou contra elas.

#### Vencedores por categoria
Grafonola
- 2012: SIC
- 2013: Portugal Mundial
- 2014: RTP1
- 2015: i
- 2016: SIC (A Vida nas Cartas)
- 2017: RTP1
- 2019: Jorge Wemans, provedor do Espectador da RTP
- 2021: Joana Amaral Dias
- 2022ː RTP
- 2023ː Folha Nacional/CHEGA
- 2024ː Joana Amaral Dias/Sol

Estrela Cadente
- 2012: Fátima Lopes

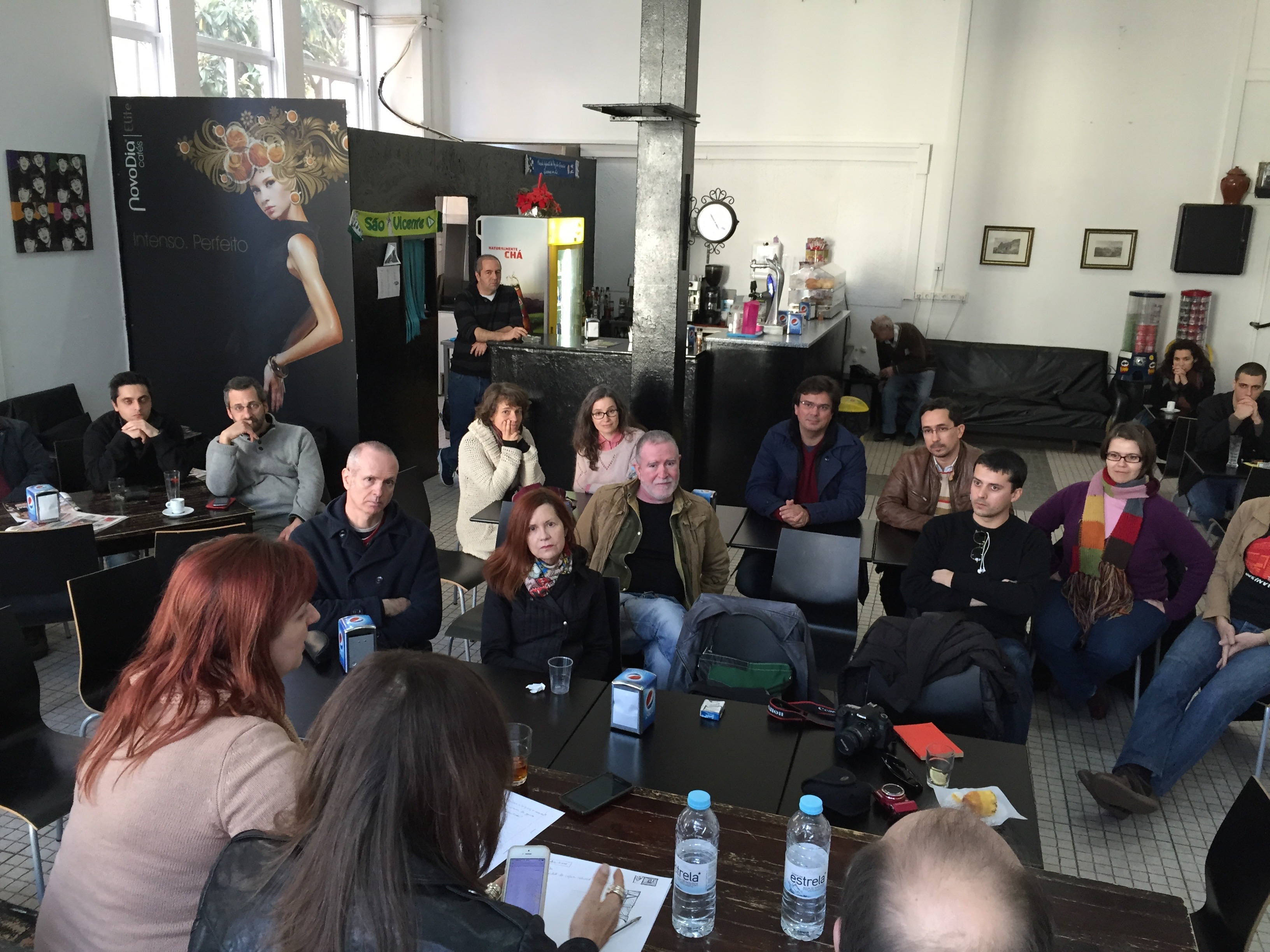
Cépticos com Vox em Lisboa, fevereiro de 2015.

- 2013: A equipa das manhãs na Rádio Comercial
- 2014: Gustavo Santos
- 2015: Simone de Oliveira
- 2017: Manuel Pinto Coelho
- 2018: Luís Pedro Gonçalves
- 2021: Kátia Aveiro
- 2022ː Gustavo Santos
- 2023ː Cristina Ferreira
- 2024ː Rui Sinel de Cordes

Rei Vai Nu
- 2012: Escola Básica do 2.º e 3.º ciclos de Arazede
- 2013: Assembleia da República Portuguesa
- 2014: Faculdade de Farmácia da Universidade de Lisboa
- 2015: Instituições de Ensino Superior que pretendem lançar terapias alternativas
- 2016: Escola Superior de Enfermagem da Cruz Vermelha Portuguesa de Oliveira de Azeméis (conferência sobre Medicina Esogética)
- 2017: Faculdade de Farmácia da Universidade de Coimbra
- 2018: Universidade do Porto
- 2019: Farmácias
- 2021: Fernando Nobre
- 2022ː DGERT
- 2023ː Susana Torres
- 2024ː Maria José Vilaça/II Congresso dos Jovens da Família do Coração Imaculado de Maria

Dom Quixote 

- 2012: Fundação Bial
- 2018: José Cruz
- 2019: Manuel Pinto Coelho
- 2021: Rui Fonseca e Castro
- 2022ː José Gomes Ferreira
- 2023ː Habeas Corpus
- 2024ː André Ventura, António Pinto Correia e Tânger Corrêa

Edição Especial (2020)
- Médicos Pela Verdade

### Prémio COMCEPT
Um prémio atribuido pela equipa da COMCEPT a uma personalidade que se tenha destacado na promoção do pensamento crítico e da ciência em Portugal. O objectivo é premiar aqueles que lutam por uma sociedade mais esclarecida.

#### Vencedores
- 2014: David Marçal
- 2018: Vera Novais
- 2022: Vera Gomes

## Livro
- Diana Barbosa, Leonor Abrantes, Marco Filipe e João Lourenço Monteiro, Não Se Deixe Enganar (2017)[1][8]